# Gemeine Sichelmöhre
Die Gewöhnliche Sichelmöhre (Falcaria vulgaris), auch Gemeine Sichelmöhre oder Sicheldolde genannt, ist eine Pflanzenart aus der Gattung Sichelmöhren (Falcaria) innerhalb der Familie der Doldenblütler (Apiaceae).

## Beschreibung

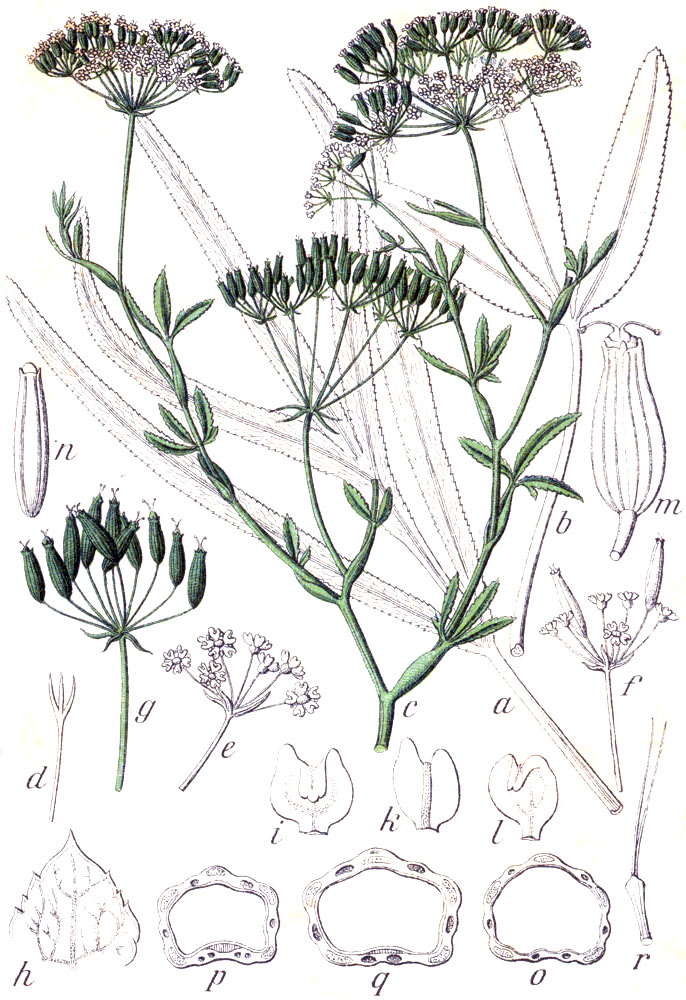
Illustration aus Jacob Sturm

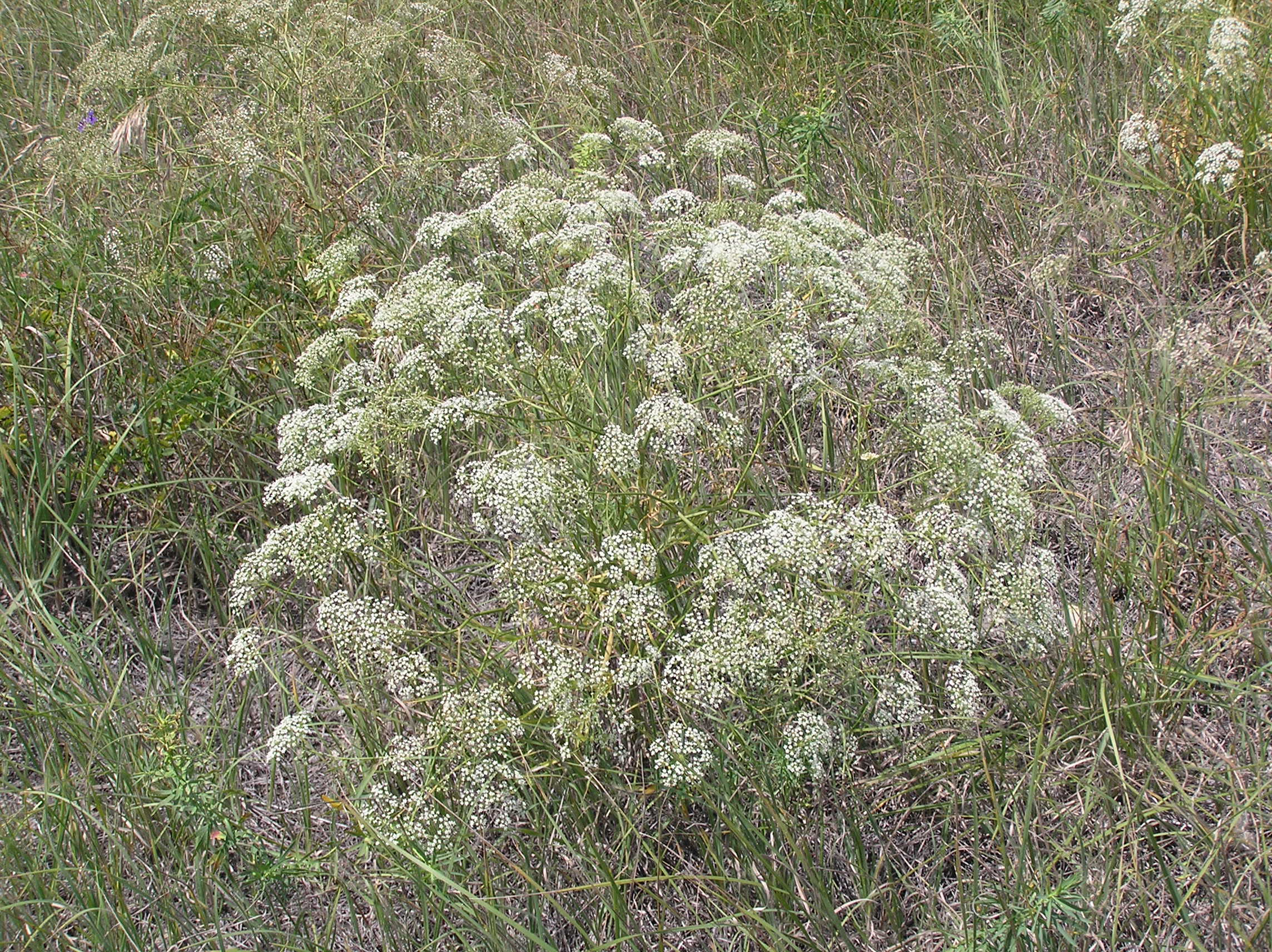
Habitus

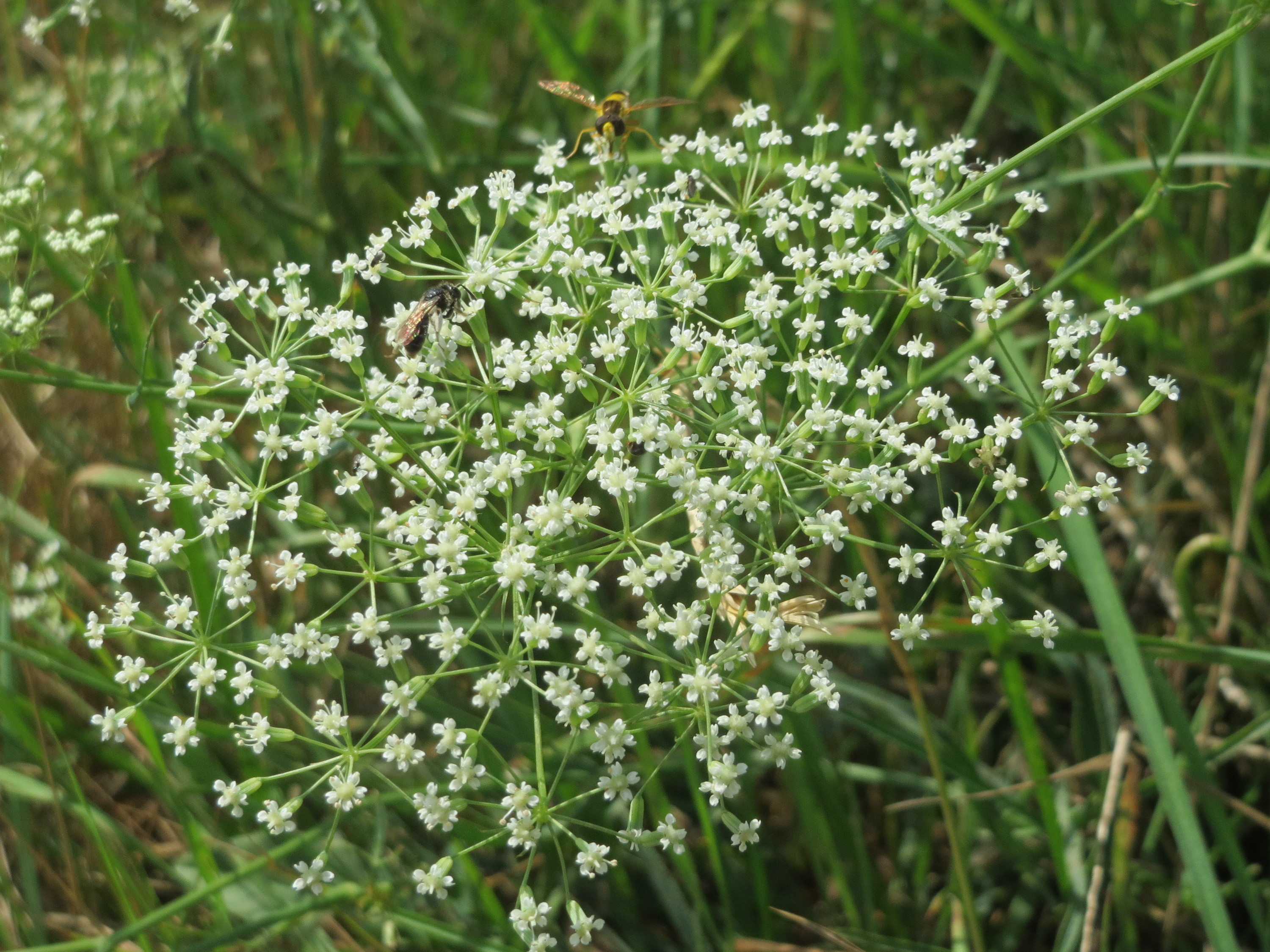
Doppeldoldiger Blütenstand

### Vegetative Merkmale
Die Gewöhnliche Sichelmöhre wächst als sommergrüne, einjährige bis ausdauernde krautige Pflanze und erreicht Wuchshöhen von 20 bis 60, selten bis zu 80 Zentimetern. Sie ist von Grund an sparrig verzweigt, so dass sie im Umriss fast halbkugelig wirkt. Die oberirdischen Pflanzenteile sind kahl und von bläulichgrüner Farbe.
Die unteren Laubblätter sind einfach oder doppelt fiederteilig und dreizählig gefiedert, die oberen sind dreizählig. Das mittlere Blättchen ist sehr tief dreiteilig oder dreispaltig, die seitlichen zwei- bis dreispaltig. Die starren Blattabschnitte sind bandförmig, am Rand scharf sowie gleichmäßig gesägt. Die Blattzipfel sind bei einer Länge bis zu 15 Zentimetern sowie einer Breite von etwa 1,5 Zentimetern schmal linealisch-lanzettlich, starr und scharf kleinborstig gesägt; oft sind sie schwach sichelförmig gebogen. Ihr Blattaufbau ist äquifazial, das bedeutet die Blattober- und Unterseite sind gleich gebaut.

### Generative Merkmale
Die Blütezeit reicht von Juli bis Oktober. Der doppeldoldige Blütenstand ist 12- bis 18-strahlig. Die Doldenstrahlen sind etwa gleich lang. Meist sind vier bis acht pfriemliche Hüll- und Hüllchenblätter vorhanden.
Die zwittrigen Blüten sind auffällig klein. Die weißen Kronblätter sind mit einer Länge von etwa 0,6 Millimetern ziemlich klein.
Die Spaltfrucht ist eine Doppelachäne. Die gerippte Teilfrucht ist mit einer Länge von 3 bis 4 Millimetern linealisch-länglich, und bräunlich-gelb mit rostroten Ölstriemen.
Es liegt Diploidie vor und die Chromosomenzahl beträgt 2n = 22.

## Ökologie

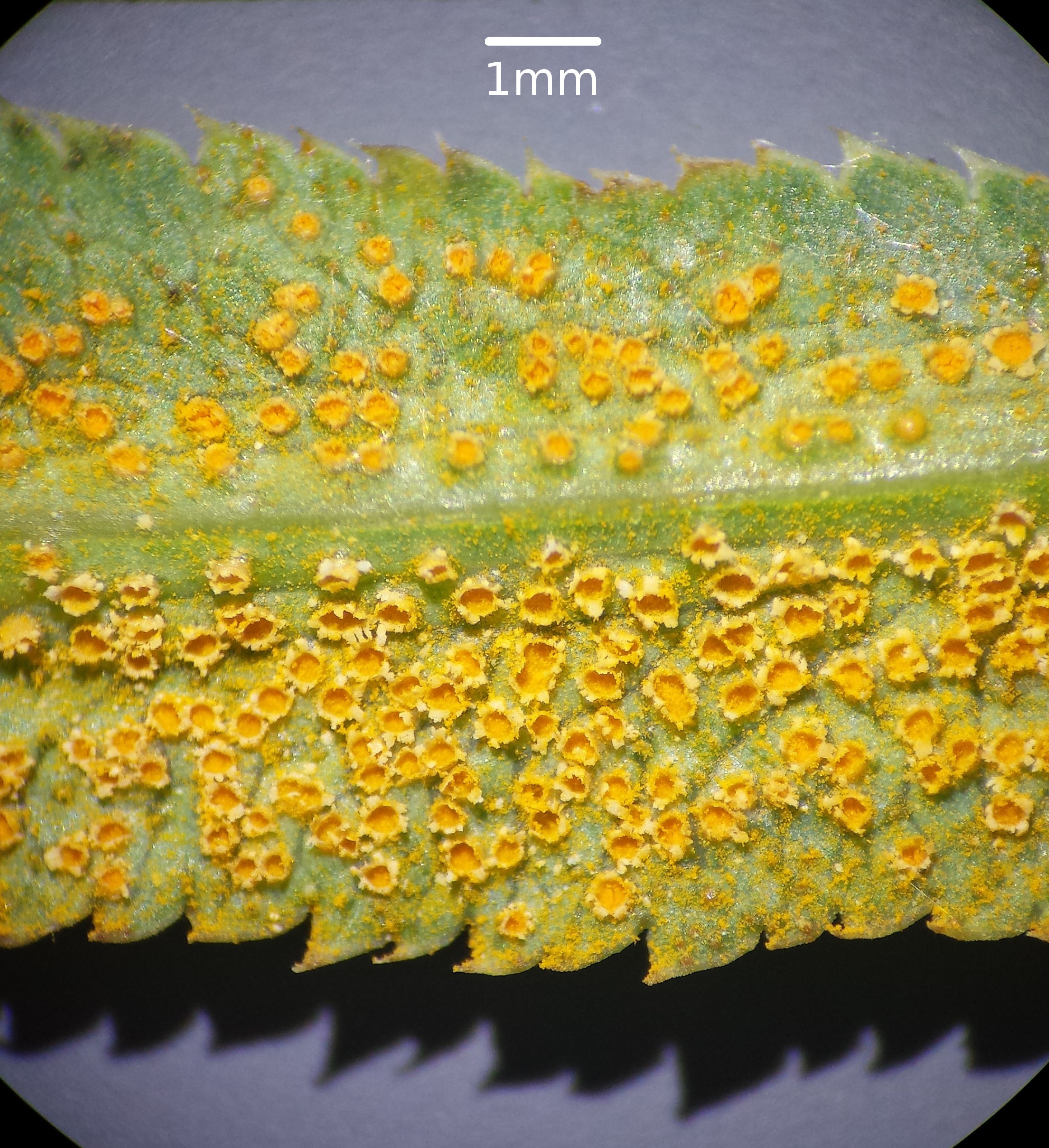
Vom Rostpilz Puccinia sii-falcariae befallenes Laubblatt

Die Gewöhnliche Sichelmöhre ist meist ein skleromorpher Hemikryptophyt und eine Halbrosettenpflanze. Sie ist ein an Trockenheit angepasster Xerophyt.
Blütenbiologisch handelt es sich um „Nektar führende Scheibenblumen vom Heracleum-Typ“. Als Bestäuber fungieren unter anderem Fliegen und Käfer. Die Doldenstrahlen führen eine Tag-Nacht-Bewegung aus (Nyktinastie).
Die Ausbreitung der Diasporen erfolgt durch den Wind, wobei sich die ganze Pflanze als Steppenroller fortbewegt. Auch Zufallsverbreitung durch Huftiere findet statt. Vegetative Vermehrung erfolgt durch Wurzelsprosse.
Die Gewöhnliche Sichelmöhre ist Wirtspflanze vom Rostpilz Puccinia sii-falcariae, welcher die Laubblätter zur Nektarproduktion anregt. Dadurch angelockte Insekten verbreiten die Sporen des Pilzes. Die Gewöhnliche Sichelmöhre ist Wirtspflanze weiterer Pilzarten beispielsweise Erysibe polygoni und Aecidium falcariae.

## Vorkommen
Falcaria vulgaris kommt von Mitteleuropa über Süd- und Osteuropa bis Westsibirien und Südwestasien vor. Sie ist ein submediterran-eurasisches Florenelement. In Nordamerika, Großbritannien, den Niederlanden, Dänemark und Schweden kommt sie als Neophyt vor. In Algerien ist sie ausgestorben.
Die Gewöhnliche Sichelmöhre kommt zerstreut in Nordost-, Mittel- und Süddeutschland vor und fehlt unter anderem in Nordwest-Deutschland. In Österreich kommt die Gewöhnliche Sichelmöhre im pannonischen Gebiet häufig, ansonsten zerstreut bis selten vor; die Vorkommen erstrecken sich auf die Bundesländer Wien, Niederösterreich, Burgenland, Oberösterreich, Steiermark und sehr selten Kärnten. In der Schweiz ist sie sehr selten und „vom Aussterben bedroht“.
Sie gedeiht auf der Iberischen Halbinsel in Höhenlagen von 50 bis 1500 Metern.
Die Gewöhnliche Sichelmöhre kommt in Mitteleuropa zerstreut im Saum sonniger Gebüsche, an Wegen und Ackerrändern, auch in Hackunkraut-Gesellschaften oder Brachen vor. Sie gedeiht am besten auf trockenen, kalkreichen, tiefgründigen Rohböden.
Die ökologischen Zeigerwerte nach Landolt et al. 2010 sind in der Schweiz: Feuchtezahl F = 2+ (frisch), Lichtzahl L = 4 (hell), Reaktionszahl R = 4 (neutral bis basisch), Temperaturzahl T = 4+ (warm-kollin), Nährstoffzahl N = 3 (mäßig nährstoffarm bis mäßig nährstoffreich), Kontinentalitätszahl K = 4 (subkontinental).
Nach Ellenberg ist sie eine Halblichtpflanze, ein Wärmezeiger, ein Trockniszeiger, ein Basen- und Kalkzeiger. Sie besitzt eine subkontinentale Verbreitung. Sie ist eine Charakterart des Verbandes halbruderaler Pionier- und Lockerrasengesellschaften (Convolvulo-Elymion(=Agropyrion) repentis). Nach Oberdorfer ist sie eine Charakterart des Falcario-Agropyretum, kommt aber auch in Gesellschaften der Verbände Caucalidion, Fumario-Euphorbion oder in gestörten Trockenrasen vor.

## Taxonomie
Die Erstveröffentlichung erfolgte unter dem Namen Sium Falcaria 1753 durch Carl von Linné in Species Plantarum, Tomus I, Seite 252. In der Gattung Falcaria ist ihr Name Falcaria vulgaris, unter dem sie von Johann Jakob Bernhardi in Systematisches Verzeichnis der Pflanzen, welche in der Gegend um Erfurt gefunden werden ..., Seite 176 gültig beschrieben wurde. Synonyme von Falcaria vulgaris Bernh. sind Falcaria rivini Host und Drepanophyllum sioides Wibel.

## Nutzung
Früher wurde das Kraut der Gewöhnlichen Sichelmöhre als harntreibendes Heilmittel genutzt. Junge Blätter sind gekocht essbar.

## Trivialnamen
Für die Gewöhnliche Sichelmöhre bestehen bzw. bestanden auch die weiteren deutschsprachigen Trivialnamen: Bacilien, Faule Grete (Württemberg, Schlesien), Faule Griete (Mark Brandenburg), Faule Gritte (Mark Brandenburg), Sichelkraut, Sichelmöre (Schlesien bis Elsass) und Sperrkraut (Mark bei Küstrin).

## Bilder

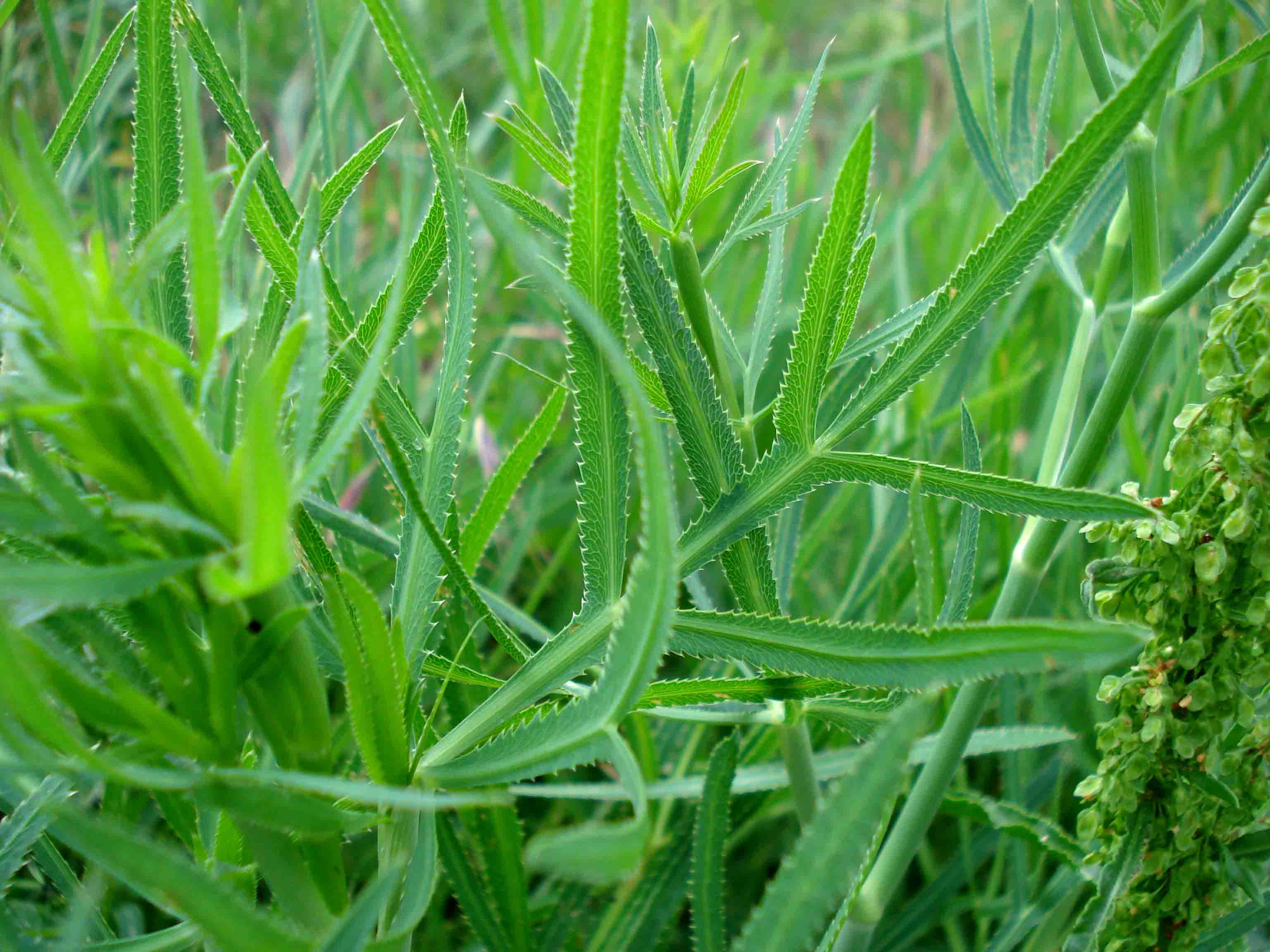
Laubblätter
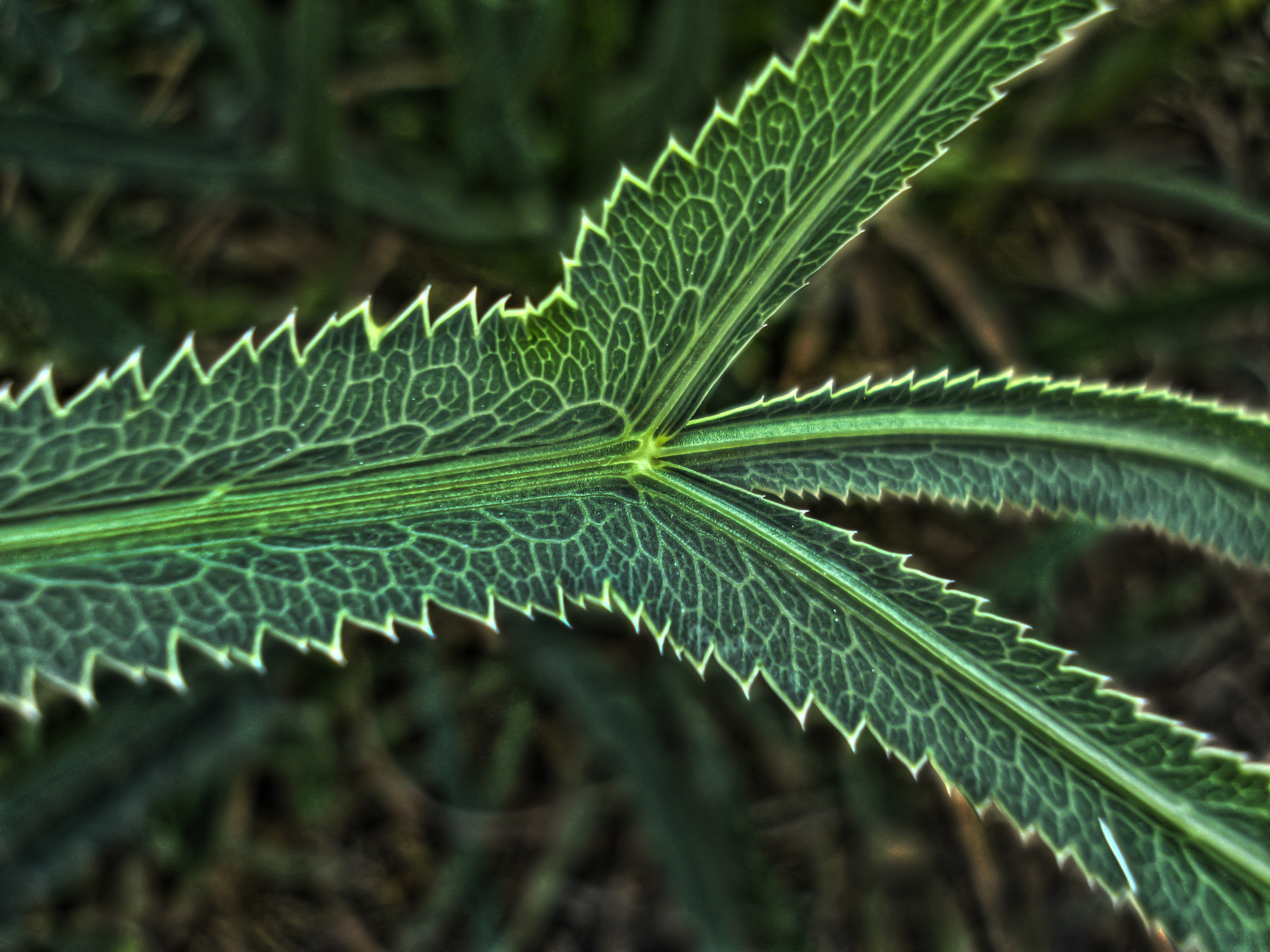
Laubblattdetails
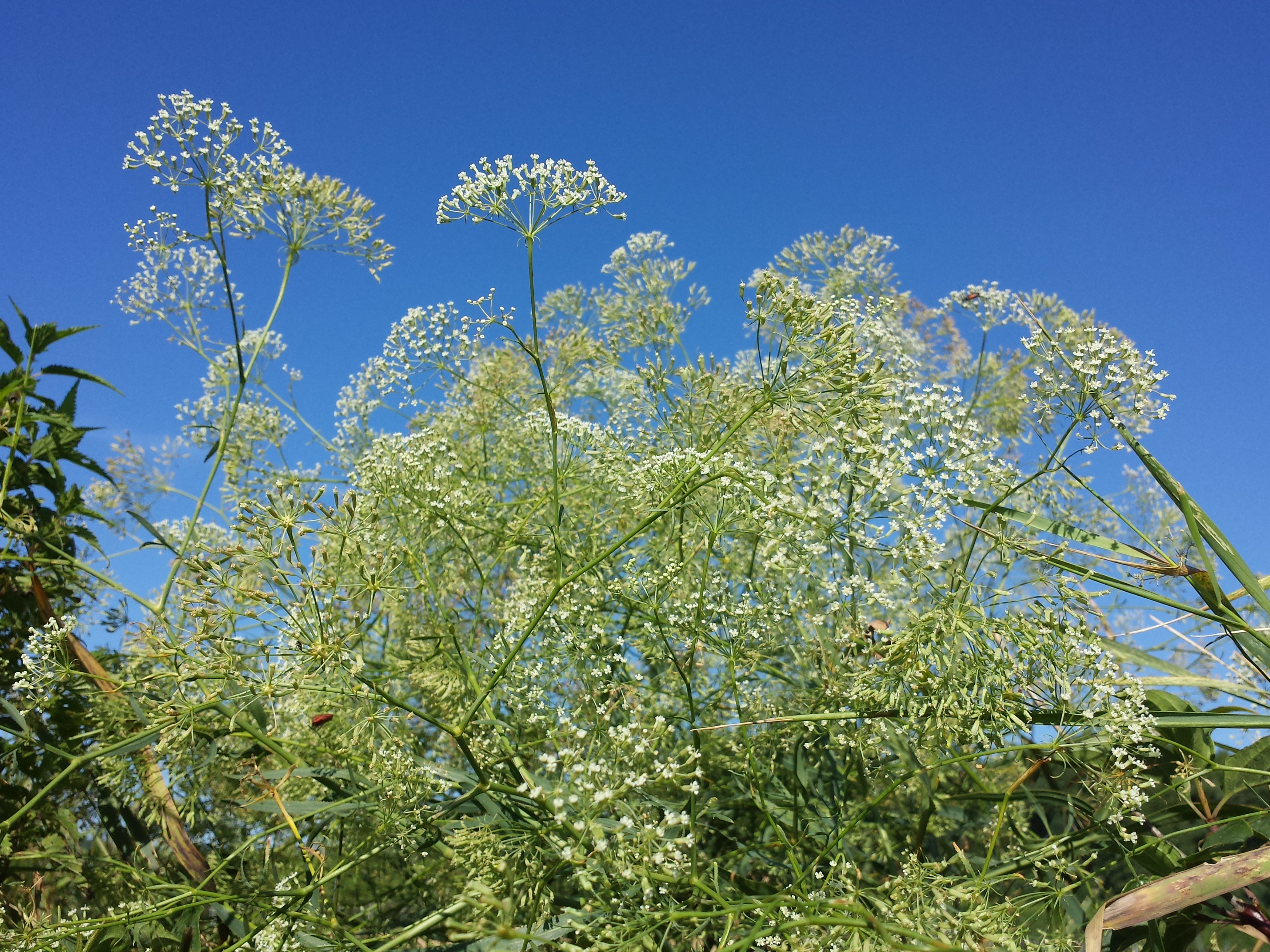
Habitus, blühend
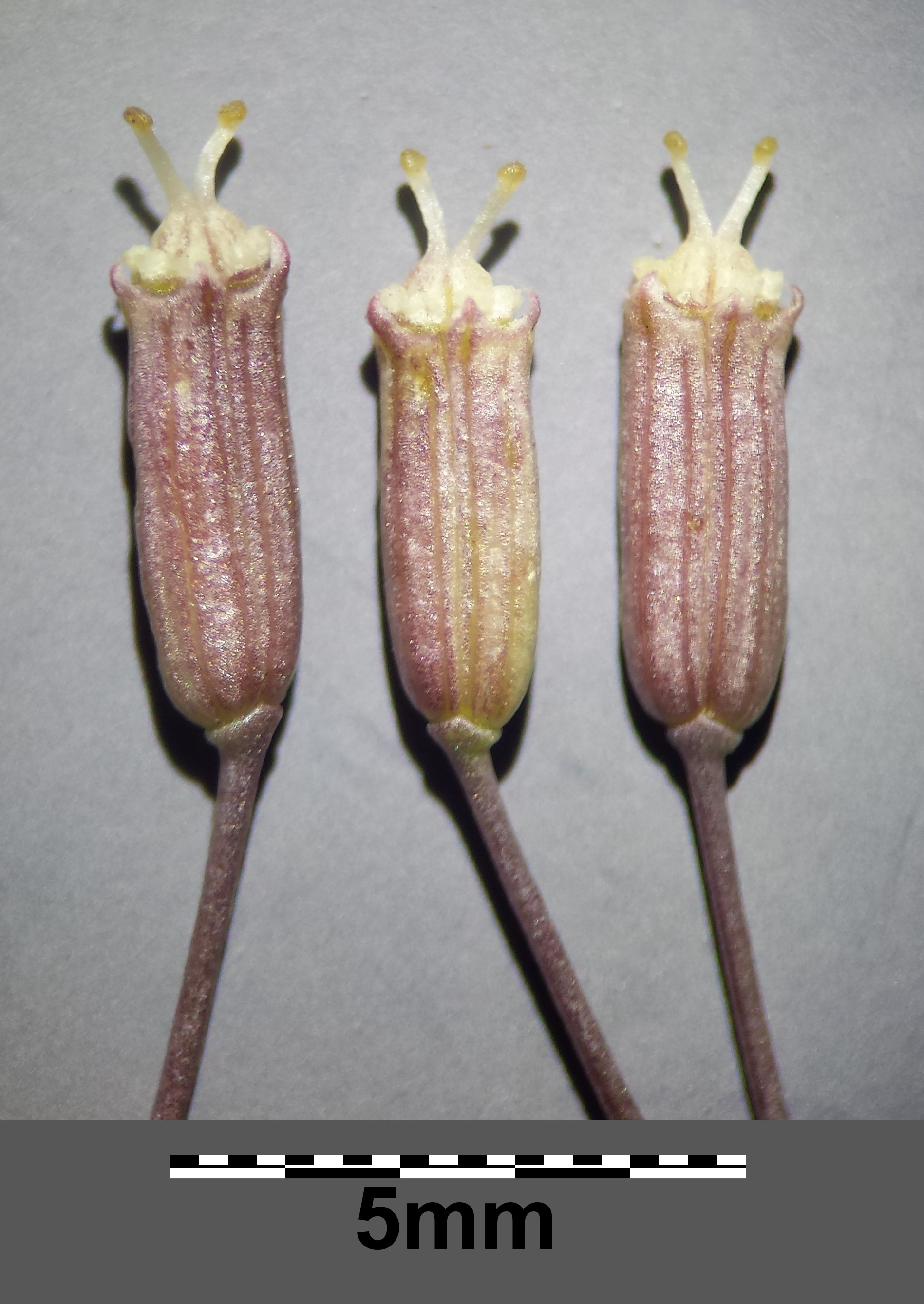
Früchte
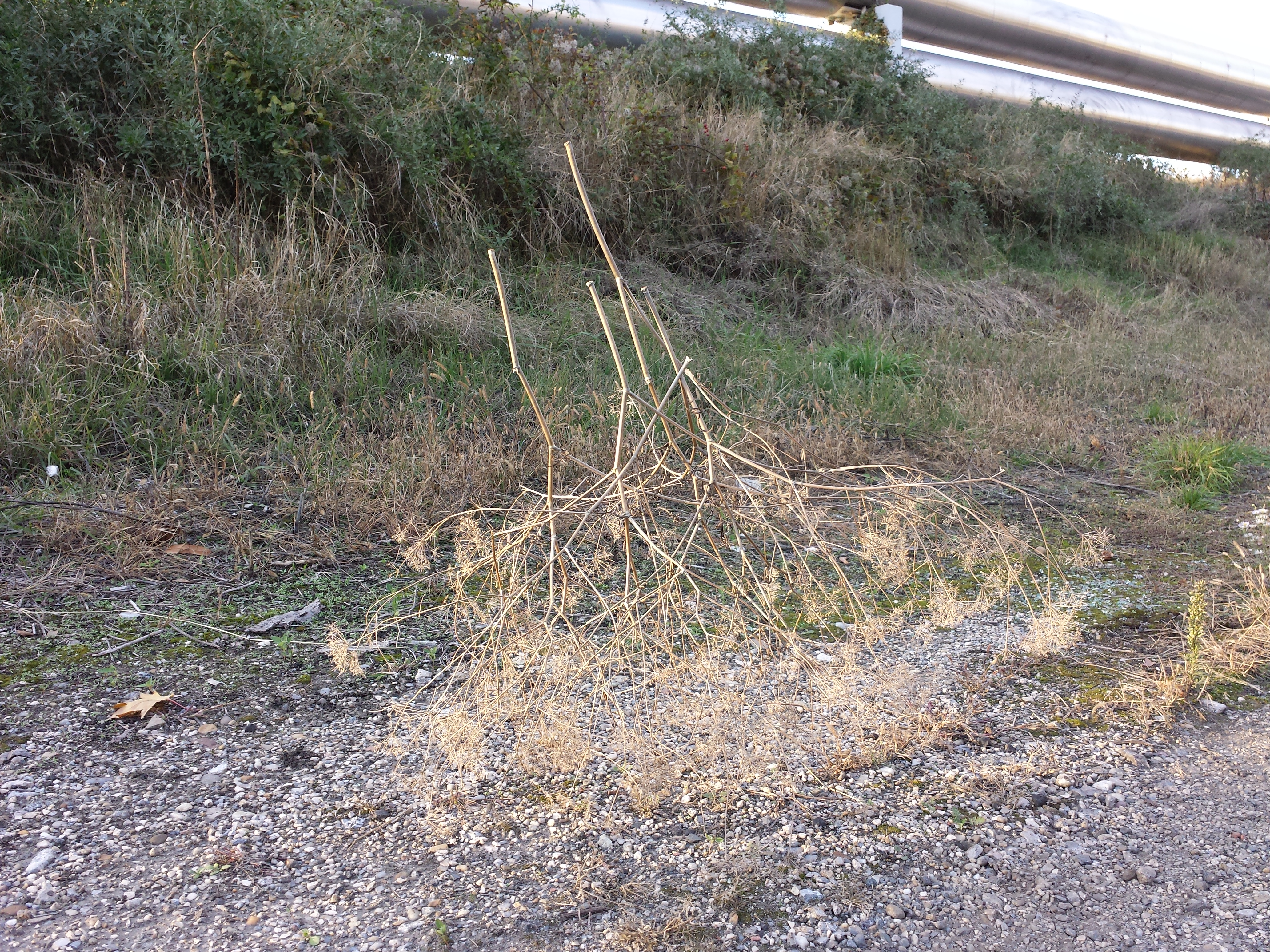
Steppenroller

## Weiterführende Literatur
- Christoph Käsermann: Falcaria vulgaris Bernh. – Sicheldolde – Apiaceae. In: Christoph Käsermann, Daniel M. Moser (Hrsg.): Merkblätter Artenschutz – Blütenpflanzen und Farne. Bundesamt für Umwelt, Wald und Landschaft, Bern 1999, S. 140–141 (PDF-Datei).
- Ferdinand Bohlmann, Ulrich Niedballa, Käthe-Marie Rode: Polyacetylenverbindungen, CXVIII. Über neue Polyine mit C17-Kette. In: Chemische Berichte. Band 99, Nr. 11, 1966, S. 3552–3558, doi:10.1002/cber.19660991122 (Inhaltsstoffe).